# Кризис позднего Средневековья
Кризис XIV—XV вв., также известный как Кризис Позднего Средневековья, или «кризис феодализма» — в западной и советской историографии название кризисных процессов в некоторых странах Западной Европы в XIV—XV вв.
Уже в 1930-х годах западные историки при рассмотрении социально-экономических процессов, имевших место в некоторых европейских странах в XIV—XV вв., обращали особое внимание на «кризисные явления» в европейской экономике этих периодов, выдвигая на первое место в качестве определяющих факторов движение цен, населения, «запустение» земель и т. п. По их мнению, с 1320-х годов начинается экономический спад в истории Европы. Численность населения падает (эпидемии XIV века не являются здесь основной причиной, а лишь усиливают начавшуюся раньше убыль). Обработанные земли частью забрасываются, города приходят в упадок, продукция сельского хозяйства и промышленности уменьшается, прогресс техники приостанавливается, затормаживается развитие торговли, особенно внешней, падают цены. С последней четверти XV века начинается новый подъём, сопровождаемый ростом цен. Упадок наступает постепенно и не имеет катастрофического характера. Так же постепенно он изживается. Упадок не значит бедственного положения для всего населения: некоторые его части вполне могли процветать в данный период.
Такие историки, как Вильгельм Абель, Мэри Керуэль, Д. Гризиотти-Кречманн, Постан и др. опирались, с одной стороны, на более раннюю историографическую традицию, восходившую к работам немецких и австрийских историков конца XIX — начала XX в. — К. Т. Инама-Штернега, К. Лампрехта, А. Грунда, О. Шлютера и др., с другой — на выводы, навеянные исследованиями относительно кризисных явлений в аграрном секторе капиталистических стран в 20-х годах XX столетия, в частности на работы М. Зеринга.
Эти тенденции получили своё дальнейшее развитие в западной историографии послевоенного периода. В это время детально разработанные работы, посвящённые «кризису» западноевропейского феодализма в XIV—XV веках, появляются не только из-под пера западных историков (Фридрих Лютге, Эрнст Кельтер, а также английских исследователей Джона Солтмарша, Джозайи Кокса Рассела, Г. Р. Тревор-Ропера, М. Добба, М. Постана и др., Эдуард Перруа, Карло Чиполла, Карл Хельнер, Йохан Шрейнер, Робер-Анри Ботье), но и историков стран «народной демократии» (Франтишек Граус, Мариан Маловист). В 1950-х годах эта проблема стала предметом специальных международных симпозиумов и сессий.
Примерно в то же время с критикой концепции выступили советские историки, в частности видный советский медиевист Е. А. Косминский. Косминский признавал кризисные явления в Англии, с натяжками признавал кризис во Франции и отдельных районах Германии, однако отмечал, что говорить о «европейском кризисе» нужно крайне осторожно, поскольку нет исторических данных, которые бы подтверждали наличие кризиса в Голландии, Италии, Испании, скандинавских странах, Северной и Восточной Европе. Косминский также отрицает классификацию кризиса как мальтузианского, что было сделано Постаном: «Крайне сомнительно, что население Европы в XIII веке выросло настолько, чтобы доступная для возделывания, распашки и колонизации земля не могла прокормить возросшее население». Как отмечал впоследствии другой известный советский медиевист М. А. Барг, вопрос о кризисе феодализма был принципиально важным для марксистской историографии, поскольку советские историки никак не могли признать, что кризис феодализма как экономической системы произошёл до начала Нового времени и буржуазных революций.